# Adorján Andor
Adorján Andor, született Lackenbacher Andor, írói álnevén: Badaud (Szombathely, 1883. május 27. – Eaubonne, 1966. március 15.) magyar író, újságíró, műfordító, kritikus.

## Élete

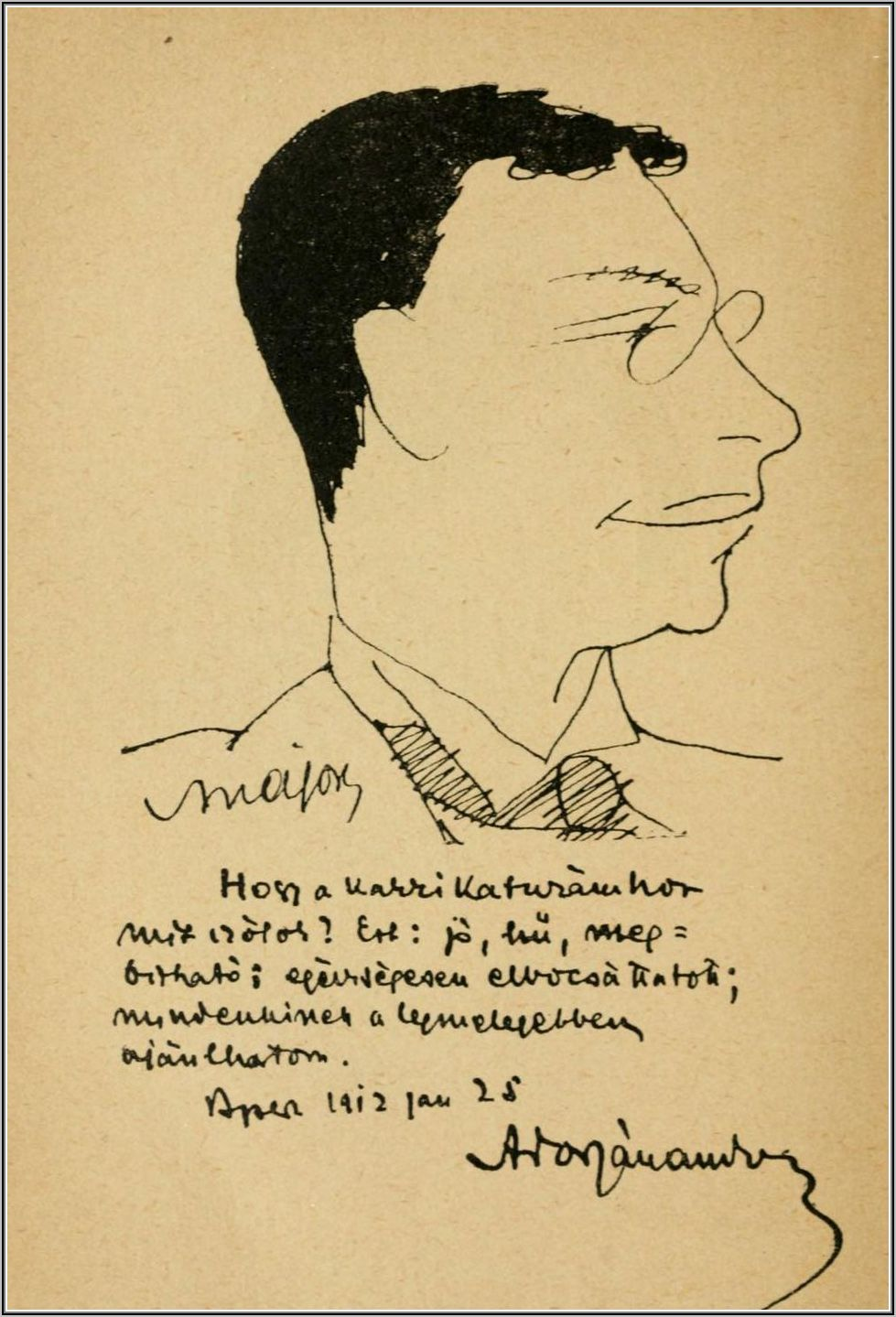
Major Henrik karikatúrája az íróról, 1913.

Lakenbacher Fülöp bőrkereskedő és Singer Malvin (1858–1940) fiaként született, hatan voltak testvérek. Az elemi iskolát Szombathelyen végezte. A család az 1890-es évek elején Budapestre költözött. 1900 és 1905 között egyetemi tanulmányokat folytatott Budapesten (jog- és államtudományok, illetve bölcsészettudomány),  látogatta többek között Négyesy László „Magyar stílgyakorlatok” szemináriumát. Párizsban a Sorbonne-on, az École des Hautes Études Sociales-on, illetve a párizsi újságíróiskolában tanult. 1904-ben vette fel az Adorján nevet, példáját később követte egyik testvére, István is. Írói álnévként használta még a Badaud-t. Párizsban és a Balkánon a Pesti Napló első levelezője volt, 1905-ben a lap belső munkatársa lett. 1908-ban hazatért Budapestre, és magával hozta jövendőbelijét, a szüleitől megszöktetett párizs-montparnasse-i Gabrielle Henriette Cocardont, akivel 1908. szeptember 1-én házasodott össze Budapesten a Terézvárosban.
1910 és 1919 között Az Est munkatársaként dolgozott. 1912–1913-ban haditudósító a Balkán-háborúban, majd az első világháború idején is a Balkánon dolgozott haditudósítóként több magyar lapnak. Ebben az időben Gabrielle-nek francia divatáru boltja volt az Andrássy úton.
Újságírói munkája mellett angol, német és főleg francia szépirodalmat fordított magyarra, köztük Conan Doyle, Goncourt testvérek, Paul Hervieu, Jules Verne, Maurice Maeterlinck, Max Burkhardt, Alfred Capus, Anatole France műveit a Lampel és az Athenaeum Kiadónak. Az első világháború előtt saját könyvei is megjelentek, némelyik évszám nélkül. Népszerű történeti munkája A rokokó század, a francia forradalommal és Napóleonnal foglalkozó Forradalom és császárság, valamint az európai történelem tizennégy hadvezérét Hannibáltól Görgey Artúrig tárgyaló, Nagy katonák című könyve. Irodalomtörténeti munkája a Sorsok és pályák: irodalmi arczképek című kötet, amelyben a 18. és 19. századi francia íróinak és költőinek életével, műveivel foglalkozott. Az 1912–1913. évi Balkán-háború és az első világháború alatt hadinaplót vezetett, amit 1913-ban illetve 1917-ben adott ki. Évszám nélkül megjelent két füzete, a Primadonnák és kisebb csillagok: A kulisszák világából és az Anekdoták, víg esetek híres férfiakról című a szórakoztató irodalomhoz tartozik: míg az elsőben a budapesti színházi- és operaéletből, a másodikban az uralkodócsaládról és politikusokról közölt anekdotákat.
A világháború után Adorján feleségével együtt visszatért Franciaországba, 1919-ben végleg Párizsban telepedtek le, de fenntartották budapesti lakásukat még pár évig. Párizsban Adorján megalapította az East-Europe Távirati Iroda Rt. sajtóügynökséget, és folytatta újságírói munkáját, továbbra is dolgozott Az Est-lapoknak, a Messageries Parisiennes-nek, az 1930-as években a Lucien Vogel által alapítot Vu et Lu-nek. Az utóbbi lap szerkesztőségében Gara László munkatársa volt. Adorján folyamatosan tudósította a magyar lapokat a kinti magyar vonatkozású eseményekről. 1934 és 1939 között a budapesti Reggel hetilap párizsi tudósítója volt. A Nyugat folyóiratban összesen tizenegy írása jelent meg 1912 és 1934 között. Ezenkívül francia, német és svájci folyóiratokba is írt cikkeket.
Műfordítóként franciára fordította Molnár Ferenc A Pál utcai fiúk, Az ördög és A hattyú művét, valamit Lengyel Menyhért Tájfun című színművét. Magyar nyelvre fordította Balzac és Jules Verne több művét: Észak Dél ellen (1910), A tizenöt éves kapitány (192?) 
Az 1929-es gazdasági válság idején Adorjan és felesége megvásárolta Eaubonne-ban a Clos de l’Olive kastélyt, amit 1780–1784 között Jean Simon Gallien a királyné ötvöse építtetett újjá. 1931-ben eladta a kastély régi orangerie-jét (narancsház) Félix-Pol Jobbé-Duval festőművésznek, aki ott létesítette műtermét. 1940 és 1944 között, amikor Eaubonne német megszállás alatt állt, Adorján, aki külföldi zsidónak számított, a Lot megyei Figeac Lascombes negyedében, az állomás közelében talál menedéket családjával. A második világháború után az 1946–1947-ben működött Éditions du Bateau Ivre igazgatója lett. Ő adta ki többek között Gara László és felesége, Nathalie St. Boniface et ses Juifs című regényét, Lengyel Olga emlékiratait az Auschwitzban átéltekről Souvenirs de l’au-delà címmel és Bajomi Lázár Endre Hongrois de la résistance című kötetét.

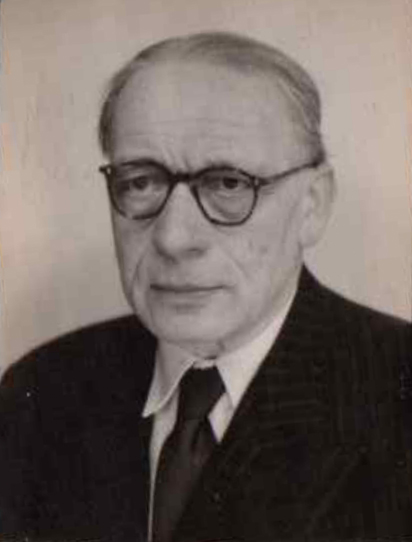
Adorján Andor 1960 körül

A kastélyt 26 szobájával az 1950-es években nehéz volt fenntartani, az épület fokozatosan lakhatatlanná vált. A házaspár úgy döntött, hogy a rue Jeanne-Robillon 5. szám alatt új házat épít, (amely később az Eaubonne-i rendőrkapitányság lett), és eladták a kastélyt életjáradék fejében. A vásárló azonban az 1960-as években már nem fizette az életjáradékot; Adorján még hetven év fölött is két lapnak dolgozott, hogy fenntartsa családját. 1966. március 15-én Adorján meghalt Eaubonne-ban, ahol az önkormányzati temetőben temették el. Özvegye, Gabrielle Cocardon a városnak adományozta a 2285 négyzetméteres kastélypark fennmaradó részét.
Az első világháború befejezésének száz éves évfordulója kapcsán több történész és irodalomtörténész is felfigyelt Adorján magyarországi újságírói munkásságára, elsősorban interjúi és haditudósításai miatt.

## Művei

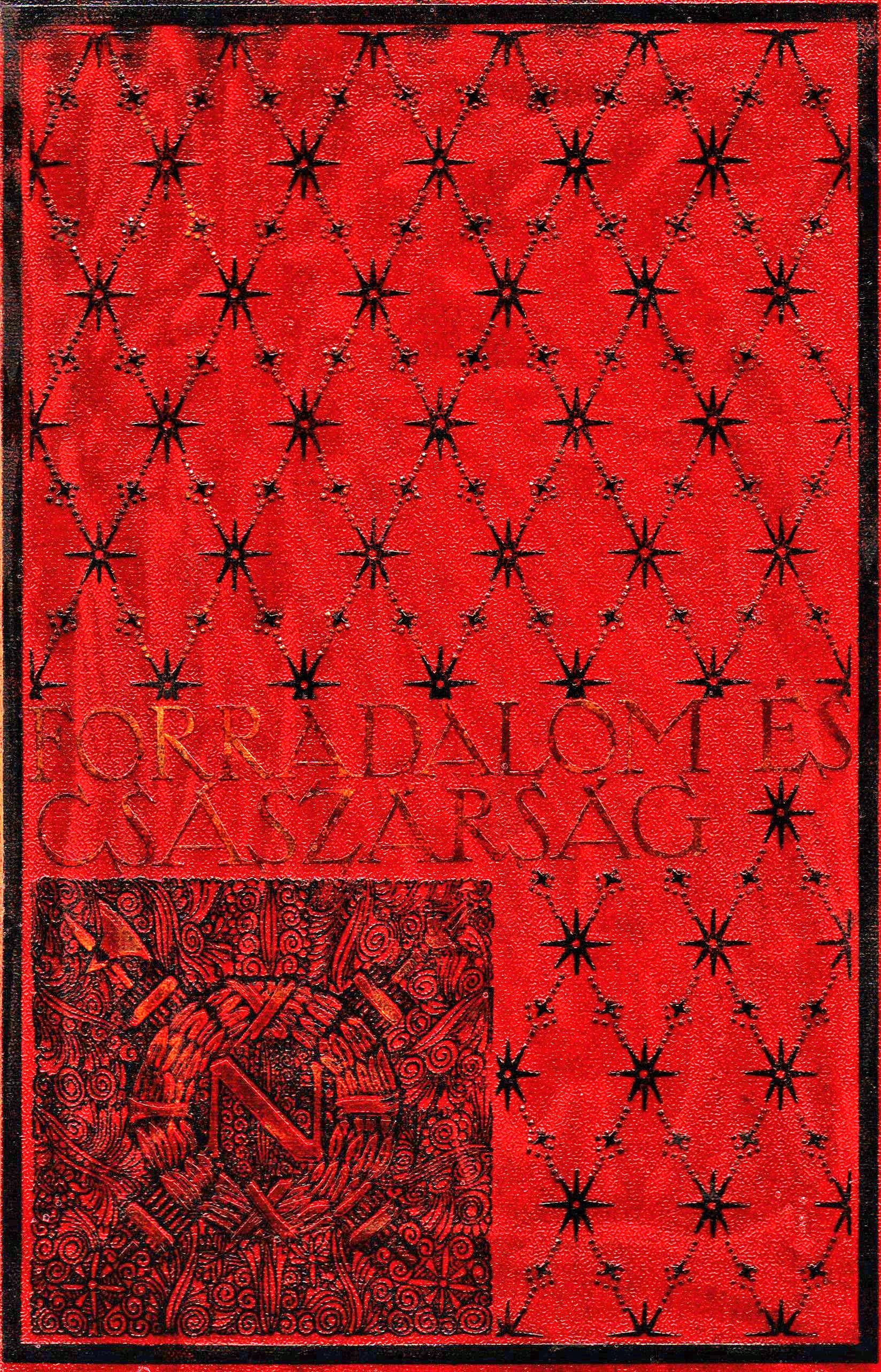

- A Nagy Francia Forradalom és Napoleon, I–III. (Kéry Pállal, Kiss Bélával, Budapest, 1911)
- Nagy katonák (Budapest, 1912) – a Karriérek című sorozatban
- Sorsok és pályák. Irodalmi arcképek (Budapest, 1912)
- Egy haditudósító feljegyzései (Békéscsaba, 1913)
- Anekdoták, víg esetek nagy férfiakról (Nagy Endrével, Tábori Kornéllal, Budapest, 1913)
- A rokokó század (Budapest, 1914)
- A császárság I–II. (Budapest, 1914-15) – a Forradalom és császárság című sorozatban
- Írók és firkászok víg esetei. (Tábori Kornéllal, Budapest, 1915)
- Havas hegyek alatt, véres utakon. Hadinaplóm a Balkánról (Budapest, 1917)
- La Finlande rempart de l'Europe (Párizs, 1947)

## Műfordításai
- Molnár Ferenc: A Pál utcai fiúk (Párizs, 1938)
- Molnár Ferenc: Az ördög
- Molnár Ferenc: A hattyú
- Lengyel Menyhért: Tájfun